# Gastroenterologie
Gastroenterologie je medicínský obor zabývající se diagnostikou a léčbou onemocnění zažívacího traktu. Zabývá se nemocemi trávicí trubice od jícnu po řitní otvor (dutinou ústní a hltanem se zabývají stomatologie a otorhinolaryngologie) a také nemocemi velkých žláz – jater a slinivky břišní, které tvoří trávicí enzymy a vývojově i funkčně k trávicí trubici patří.
Název pochází z řeckých slov γαστήρ (gaster) – žaludek, ἔντερον (enteron) – střevo a λόγος (logos) – slovo, nauka.
Podobor zabývající se nemocemi jater a žlučového ústrojí je označován jako hepatologie.

## Historie
V písemnictví starověkého Egypta se nachází záznamy o nemocech zažívacího traktu a snaze je léčit. Mimo jiné mívali faraonové svého "strážce konečníku", který pečoval o jejich pravidelné vyprazdňování. V Řecku se zažívacímu ústrojí věnovali například Hippokrates či Galén.
Rozvoj vědeckého studia zažívacího traktu začal koncem 18. století. V roce 1780 Ital Lazzaro Spallanzani experimentálně prokázal účinek žaludeční šťávy na potravu. Z 19. století pochází popis řady projevů onemocnění zažívacího traktu, průkaz obsahu kyseliny chlorovodíkové v žaludeční šťávě či studium histologie (mikroskopické stavby) zažívacích orgánů.
Vzhledem k tomu, že zažívací orgány jsou skryty uvnitř těla, se již od druhé poloviny 19. století se projevovaly snahy o jejich zobrazení u živého člověka, nikoli jen v rámci pitev. V roce 1868 Adolf Kussmaul sestrojil první gastroskop – optický přístroj k vyšetření žaludku. Inspiroval se přitom polykači mečů a šlo o pevný přístroj, který tak nebyl vhodný k běžnému vyšetřování. V první polovině 20. století doznal jistých vylepšení (např. snazší zavádění při použití kloubu u semiflexibilního gastroskopu z troku 1932), ani tak nedosáhl širšího použití. Mezitím po objevu rentgenového záření na konci 19. století se toto postupně začalo využívat nejen k zobrazení kostí, ale s použitím kontrastních látek (síran bárnatý, sloučeniny jódu) také k zobrazení dutých orgánů trávicí trubice, především žaludku a střeva. Z první poloviny 20. století pochází také první popisy některých nemocí (např. Crohnovy nemoci popsané Burrillem Bernardem Crohnem v roce 1932).
Velkým mezníkem v rozvoji gastroenterologie se stalo sestrojení flexibilního endoskopu s použitím světelných vláken s využitím jevu totální reflexe. Autorem prototypu z toku 1958 byl Basil Hirschowitz. Tyto přístroje výrazně zlepšily komfort vyšetření a brzy se rozšířily. Umožnily nejen výrazně zpřesnit diagnostiku nemocí žaludku a střeva, ale s postupným zdokonalováním technologií také řadu léčebných zákroků prováděných přímo pracovními kanály endoskopů. Později také umožnily vyšetření a zákroky na žlučových cestách či vývodu slinivky.
Paralelně se rozvíjely i další zobrazovací metody – sonografie, počítačová tomografie či později magnetická rezonance a v posledních letech pozitronová emisní tomografie, které doplňují vyšetření trávicí trubice a jsou nezbytná při vyšetření jater, slinivky a okolních orgánů.
V druhé polovině 20. století se stále rozšiřovalo spektrum léčiv užívaných v terapii onemocnění zažívacích orgánů. Důležitými kroky bylo například zavedení sulfasalazinu do léčby nespecifických střevních zánětů v polovině století, později zavedení imunosupresiv a nejnověji na konci devadesátých let biologické terapie. V léčbě peptického vředu bylo klíčové zavedení H2-blokátorů v sedmdesátých letech a inhibitorů protonové pumpy koncem osmdesátých let.
Výrazně pokročila léčba nádorů zažívacího traktu. Gastroenterologie se zde podílí zvláště na diagnostice a sledování nemocných během léčby a po ní. Samotná léčba je spíše v rukou chirurga (operační odstranění nádoru) a onkologa (chemoterapie, radioterapie, případně biologická terapie). S použitím endoskopických metod je však možné odstranění časných stádií rakoviny bez nutnosti operace či další léčby. Gastroenterologie má také důležité místo v paliativní léčbě nádorů zažívacího traktu.

## Vyšetřovací a léčebné metody v gastroenterologii
- endoskopie: gastroskopie, koloskopie, enteroskopie, endoskopická retrográdní cholangiopankreatografie (ERCP), kapslová endoskopie
- léčebné metody v endoskopii: polypektomie, endoskopická mukozní resekce, dilatace stenóz, zástava krvácení, perkutánní endoskopická gastrostomie (PEG)
- sonografie, endoskopická ultrasonografie
- manometrie jícnová a anální
- 24-hodinová jícnová ph-metrie
- jaterní biopsie

## Gastroenterologie v Česku
V Česku je gastroenterologie podle vyhlášky 185/2009 Sb. samostatným atestačním oborem. Neoficiálně obor zastřešuje Česká gastroenterologická společnost, která patří do České lékařské společnosti Jana Evangelisty Purkyně a přispívá ke zvyšování úrovně odborných znalostí. Předsedou společnosti je Milan Lukáš.
K předním českým pracovištím patří IV. interní klinika 1. lékařské fakulty Univerzity Karlovy a Ústřední vojenské nemocnice Praha, Kliniky hepatogastroenterologie Institutu klinické a experimentální medicíny v Praze – Krči, II. interní klinika Fakultní nemocnice Hradec Králové a interní gastroenterologická klinika Fakultní nemocnice Brno.[zdroj⁠?!]

## Významné gastroenterologické společnosti
- World Gastroenterology Organisation
- American Gastroenterological Association
- American Society for Gastrointestinal Endoscopy
- United European Gastroenterology